# Hengest
Hengest o Hengist (... – attorno al 488) è un semi-leggendario sovrano del Kent (odierna Inghilterra sud-orientale). Il suo nome in anglosassone significa stallone.
La sua vita è sconosciuta, ma secondo Beda il Venerabile (che scrisse 300 anni dopo gli eventi in questione), lui e il fratello Horsa servirono come mercenari nelle guerre del supremo re britannico Vortigern contro i Pitti. Dopo aver inferto loro delle sconfitte, Hengest invitò altri Germani a stabilirsi in Britannia e poi si ribellò a Vortigern perché i Britanni si rifiutavano di pagargli il denaro pattuito. Hengest si autoproclamò re del Kent. Hengest e Horsa sarebbero stati due Juti figli del capo-tribù Wihtgils.

## Ricostruzione storica

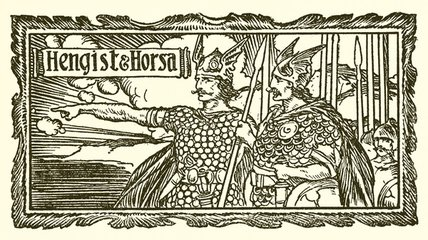
I due fratelli nel pageant of British History di Edward Parrott, del 1909

L'esistenza storica di Hengest e Horsa è stata messa più volte in discussione e si è pensato che in realtà fossero due leggendarie "divinità gemelle" o due eroi culturali come, ad esempio, Romolo e Remo. Tuttavia va detto che:
- Hengest, che in anglosassone significa "stallone" 'Stallion' (come ancora oggi la parola tedesca e quella olandese Hengst continua ad avere il medesimo significato), era forse un titolo onorifico per un qualche signore della guerra;
- Su Horsa ci sono poi altre notizie.

Resoconti successivi nella Cronaca anglosassone, nella Historia Brittonum, nella Historia Regum Britanniae di Goffredo di Monmouth, e nel Romanzo di Bruto, di Robert Wace, aggiungono altri dettagli sulla carriera di Hengest. Secondo la Cronaca anglosassone, sarebbe morto nel 488, senza però dire come. Secondo alcune leggende arturiane fu ucciso da Uther Pendragon.
Hengest è anche un personaggio della Battaglia a Finnsburg, menzionata nel Frammento di Finnsburg e nel poema Beowulf. In questi testi Hengest è un guerriero danese che acquista il controllo delle forze danesi dopo l'uccisione del principe Hnæf, uccidendo per vendetta il lord frisone Finn. Questi eventi hanno una base storica e per gli storici si sarebbero verificati attorno al 450, cioè al tempo dell'invasione anglosassone dell'Inghilterra, anche se non si sa se esista (ed eventualmente quale sia) la connessione tra i due Hengest.
Per alcuni sarebbero la stessa persona. Contro quest'ipotesi c'è il fatto che un Hengest sarebbe uno juto, l'altro, invece, un danese. Anche ciò però può esser discutibile e discusso, dato che le distinzioni tra popoli vicini (sia gli Juti che i Danesi vivevano in Danimarca) erano spesso vaghe.
Hengest è anche il soggetto di una commedia del 1620 Hengist, King of Kent, or The Mayor of Queenborough, scritta da Thomas Middleton.